# Кусай
«Кусай» — сингл российской группы «Френдзона», вышедший 15 апреля 2022 года. Сингл является последним в дискографии «Френдзоны» перед распадом.

## Продвижение
После выхода сингла, группа объявила о концертах в Москве 17 апреля и в Санкт-Петербурге 24 апреля.

## Отзывы
Алексей Мажаев из InterMedia считает, что если «ставить оценку не за трек, а за всю четырёхлетнюю карьеру „Френдзоны“, там выйдет никак не меньше восьмёрки по 10-балльной системе», про сам трек он пишет, что он не является хитом, но «неплохо иллюстрирует их стилистику, а также даёт возможность всем троим напоследок выступить в своих фирменных амплуа». В музыкальном портале NewsMuz, пишут, что группа является «скандальным поп-трио», рецензируя трек, его охарактеризовали, как ритмичный дэнс-рок с «неповторимым» вокалом Мэйби Бэйби. Руслан Тихонов, рецензент издания ТНТ Music добавил композицию в список «Треки недели» про группу он написал, что она является «ключевой группой в российской поп-культуре», рецензируя сам трек он написал, что «Кусай» «является кажется скромной реализацией накопленных демок».

## Участники записи

### Группа
- Мэйклав — вокал[8]
- Кроки Бой — рэп-составляющая[8]
- Мэйби Бэйби — вокал[8]

### Дополнительные музыканты
- XWinner — продюсирование[8]
- Gore Ocean — продюсирование[8]
- Hvy — сведение[8]

### Рецензии
Рецензия: «Френдзона» — «Кусай». Последний трек группы, Алексей Мажаев, InterMedia